# Pierre Edmé Gautherin
Pour les articles homonymes, voir Gautherin.
Pierre Edmé Gautherin (ou Gauthrin), né le 12 août 1770 à Troyes (Aube), mort le 19 mars 1851 à Saint-Martin-ès-Vignes (Aube), est un général français de la Révolution et de l’Empire.

## Biographie
Il entre en service comme soldat dans le régiment de Neustrie le 20 octobre 1788, il passe en qualité de caporal le 29 septembre 1792 dans l'infanterie de la légion des Allobroges, où il est nommé sergent le 4 octobre et lieutenant le 6 décembre 1792 à l'armée des Alpes.
Adjoint à l'adjudant-général Montmeau le 14 juillet 1793, il devient aide-de-camp du général Carteaux le 24 septembre suivant, et il se trouve aux attaques d'Ollioules et au siège de Toulon durant lequel il est promu, le 25 brumaire an II, capitaine des Guides à l'armée des Alpes.
Le 12 pluviôse an III il passe comme chef d'escadron provisoire dans le corps des hussards des Alpes ou  de la Mort, entre au  1er Régiment de Hussards de l'armée d'Italie le 5 prairial an IV, obtient le grade de chef d'escadron titulaire dans ce corps, le 7 brumaire an V, et il prend part à tous les combats de la division du général Bernadotte, qui le charge souvent de reconnaissances qu'il effectue avec succès.
En l'an VI il se trouve dans les États romains, puis dans le pays de Naples, le général Championnet l'envoie à la recherche de deux divisions sur le sort desquelles on avait conçu de l'inquiétude, et qu'il était important de rallier à l'armée. Il part donc de San Germano à la tête de 23 chasseurs à cheval du  23e Régiment, rencontre au village de Venasco une partie de l'avant-garde napolitaine qu'il fait prisonnière avec tous ses bagages, et le lendemain, passant le Voltuvio à la nage, il arrive à sa destination, n'ayant perdu qu'un seul homme de sa troupe après avoir parcouru un espace de trente lieues d'un pays insurgé.
Le jour de la prise de Naples, il est chargé d'attaquer avec une compagnie de grenadiers de la 11e demi-brigade la porte de Capoue, qu'il enleve le 7 pluviôse an VII ainsi que deux pièces de canon qui la défendent. Cette action lui vaut le grade d'adjudant-général en chef, grade dans lequel le Directoire le confirma le 27 du même mois.
Rentré à l'armée d'Italie, il a pendant six mois, à la division Watrin, le commandement provisoire d'une brigade d'avant-garde avec laquelle il obtient divers succès. Devenu chef d'état-major de l'aile droite de l'armée d'Italie sur la demande du général de division Soult il sert directement sous ses ordres dans toutes les actions qui ont lieu avant et pendant le blocus de Gênes jusqu'au moment où son général fut blessé et fait prisonnier.
Employé dans la 3e Division Militaire à Metz, le 4e jour complémentaire an XI, et fait membre de la Légion d'honneur le 15 pluviôse et officier de l'Ordre le 25 prairial suivant, il rejoint le 2 vendémiaire an XIV, le corps d'armée de réserve commandé à Mayence par le maréchal Lefebvre, et il prend le 16 octobre 1806 le commandement du 9e Régiment de Hussards à la tête duquel il reçoit une balle au front à la bataille de Friedland le 14 juin 1807. En 1808, il entre en Allemagne avec le corps de réserve, et en 1809 il assiste à la bataille de Wagram.
Promu au grade de général de brigade le 21 octobre 1809, il commande la 11e brigade de cavalerie légère de l'armée d'Italie le 25 décembre 1811, et passe au mois de mars 1812 au 3e corps de réserve de cavalerie de la grande armée, avec lequel il fait la campagne de Russie, et il est promu le 11 octobre 1812 au grade de commandeur de la Légion d'honneur.
Le 11 novembre suivant, il tombe presque mourant au pouvoir de l'ennemi, il ne rentre en France que le 6 août 1814, il reçoit la croix de chevalier de Saint-Louis le 30 du même mois, et le 30 décembre, il reprend de l'activité en qualité d'adjoint à l'inspection de cavalerie de la 16e Division Militaire.
Au retour de l'île d'Elbe, l'Empereur l'attache le 5 avril 1815 à la 5e division du corps d'observation de la Moselle, devenu 4e corps de l'armée du Nord ; il fait avec ce corps la bataille de Waterloo, et le suit sur la Loire.
Mis en non-activité le 1er octobre, il fait différentes inspections de cavalerie en 1818 et 1819.
Nommé lieutenant-général honoraire le 23 mai 1825, il est remis dans le cadre de disponibilité au mois de mars 1831, et il est mis à la retraite le 1er avril 1833.
Le général Gautherin a été nommé grand officier de la Légion d'honneur le 29 avril 1833.
Il est le beau-père du général Eugène Alexandre Husson.

## Distinctions
- Il fait partie des 660 personnalités à avoir son nom gravé sous l'arc de triomphe de l'Étoile. Il apparaît sur la 19e colonne (l’Arc indique GAUTHERIN).

## Source
- « Pierre Edmé Gautherin », dans Charles Mullié, Biographie des célébrités militaires des armées de terre et de mer de 1789 à 1850, 1852 [détail de l’édition]